# 제24호 과학위성 아카츠키

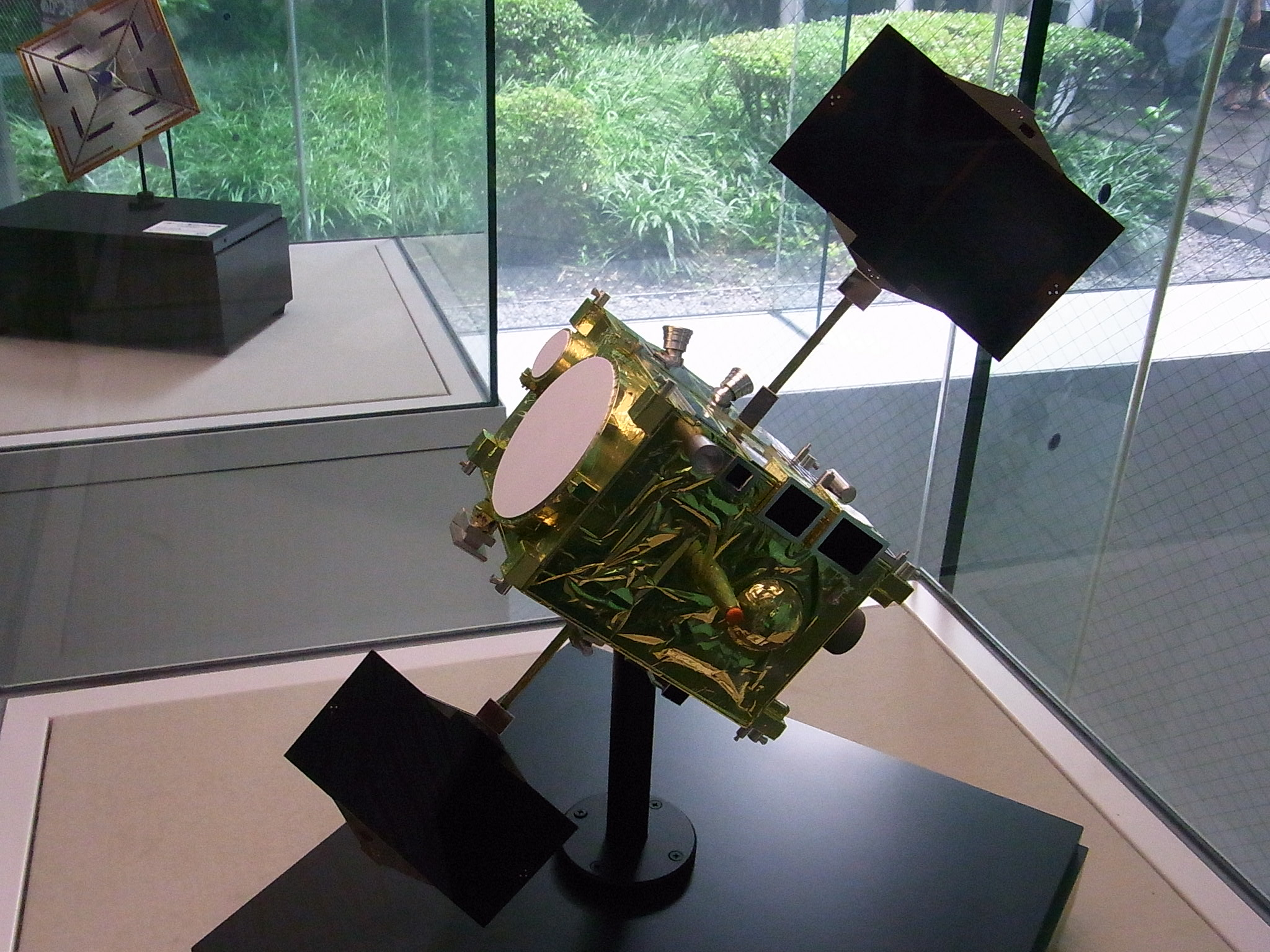

아카츠키(일본어: あかつき) 또는 플래닛 C (PLANET-C)는 일본 우주항공연구개발기구(JAXA)가 2010년 5월 18일 오전 6시 58분 일본 규슈 최남단 가고시마현 다네가시마 우주 센터에서 발사한 금성 탐사선이다. H-2A 로켓 17호에 실려 발사되었다. H-2A로켓 17호에는 아카츠키 뿐만 아니라 우주 범선 이카로스도 탑재되었다. 오전 7시 25분 고도 360km 지점에서 분리되었다.
본래는 동년 12월 7일까지 금성 궤도 내에 도달해 2년 이상의 기간 동안 과학적인 연구 목적으로 이용되는 것이 주 임무였으나, 정해진 기간까지 궤도 내에 진입하는 데 실패하여 태양 주회 궤도에 계속 남아있게 되었다.
발사부터 5년 후인 2015년 12월 7일, 보조 엔진 4기를 20분간 분사하여 금성의 궤도에 진입하는 데 성공했다. 진입 성공의 5시간 후 아카츠키는 근적외선 카메라, 중간적외선 카메라, 자외선 카메라를 사용하여 첫 번째 금성의 사진을 촬영했다.
또한 아카츠키는 노조미 이후 두 번째로 개발된 일본의 행성 탐사선이다. 달 탐사는 일본은 1990년과 2007년에 달 궤도에 우주선을 진입시키는 데 성공하고있다. 소행성 탐사는 2005년에 성공하여 2010년에 지구에 흙을 찾아 오는 데 성공하고있다.

## 의의
일본이 세계 4번째로 금성 주변의 궤도 진입에 성공했다는것에 의미가 있다. 금성 탐사선 성공국가는 소련, 미국, 유럽에 이어 일본이 4번째다. 단일국가로는 3번째인것이다.

## 같이 보기
- 히텐 - 달 탐사
- 가구야 - 달 탐사
- 하야부사 - 소행성 탐사
- 키보
- 일본의 과학과 기술